# Microhydromys richardsoni
Microhydromys richardsoni  (Tate & Archbold, 1941) è un roditore della famiglia dei Muridi endemico della Nuova Guinea.

## Descrizione

### Dimensioni
Roditore di piccole dimensioni, con la lunghezza della testa e del corpo tra 79 e 86 mm, la lunghezza della coda tra 79 e 92 mm, la lunghezza del piede tra 19 e 20 mm, la lunghezza delle orecchie tra 8 e 12 mm e un peso fino a 12 g.

### Aspetto
Il colore del corpo è grigio-nerastro, talvolta con una macchia biancastra sul ventre. Il muso è lungo ed appuntito, gli occhi sono piccoli, le orecchie sono arrotondate. La coda è leggermente più lunga della testa e del corpo, è uniformemente scura, con la parte terminale bianca e rivestita di 15-16 anelli di scaglie per centimetro. 

## Biologia

### Comportamento
È una specie terricola.

## Distribuzione e habitat
Questa specie è diffusa nella parte centrale e centro-settentrionale della Nuova Guinea.
Vive in foreste umide tropicali primarie e secondarie ed in foreste miste a savane di Eucalipto tra 380 e 1.500 metri di altitudine.

## Conservazione
La IUCN Red List, considerate le scarse informazioni sullo stato della popolazione, sull'areale e sulle possibili minacce, classifica M.richardsoni come specie con dati insufficienti (DD).